# El Salvador ai Giochi della XXIV Olimpiade
El Salvador partecipò ai Giochi della XXIV Olimpiade, svoltisi a Seul, Corea del Sud, dal 17 settembre al 2 ottobre 1988, con una delegazione di 5 atleti impegnati in tre discipline.